# 赫姆里根
赫姆里根（Hermrigen）是瑞士的城鎮，位於該國中西部，由伯恩州負責管轄，面積3.42平方公里，一半土地是農業用地，海拔高度513米，2011年人口256，人口密度每平方公里75人。

## 外部連結
- Official website: http://www.hermrigen.ch （页面存档备份，存于）

47°04′53″N 7°14′27″E / 47.08143°N 7.24078°E